# Manuel Paleolog
Manuel Paleolog (ur. 1455, zm. 1512) – syn ostatniego despoty Mistry Tomasza Paleologa. 

## Życiorys
Po śmierci ojca w roku 1465 znalazł się w Rzymie. Manuel spędził młodość we Włoszech, pobierając od papieża 50 dukatów miesięcznie pensji. Około 1477 roku udał się nagle do Konstantynopola i zdał się na łaskę sułtana. Mehmed II przyjął go życzliwie i dał mu dobra ziemskie oraz pensję. Tam się ożenił, ale nazwisko jego żony nie jest znane, jak również i data jego śmierci. Z dwóch jego synów starszy, Jan umarł młodo, młodszy, Andrzej, przeszedł na islam i zakończył życie jako urzędnik dworski pod imieniem Mehmed Pasza.